# Adamas Labyrinthus
Adamas Labyrinthus es una formación geológica de tipo labyrinthus en la superficie de Marte, localizada con el sistema de coordenadas planetocéntricas a 41.07° latitud N y 111.46° longitud E, que mide 853 km de diámetro. El nombre fue aprobado por la Unión Astronómica Internacional en 1982 y hace referencia a una de las características de albedo en Marte.